# Jan Philip Coonen
Jan Philip Coonen (Echt, 11 januari 1901 – Sittard, 17 februari 1968) was een Nederlands politicus.
Hij werd geboren als zoon van Joannes Hermanus Coonen (1864-1921) en Anna Helena Theodora Gradus (1867-1949). Hij doorliep het Bisschoppelijk College in Roermond en begon daarna een notariële studie. Rond 1928 werd Coonen volontair bij de gemeentesecretarie van 's-Heerenhoek en in 1931 werd hij benoemd tot burgemeester van Munstergeleen. In 1938 volgde zijn benoeming tot burgemeester van Nieuwenhagen waar hij in 1941 ontslagen werd waarna Nieuwenhagen een NSB'er als burgemeester kreeg. Na de bevrijding keerde Coonen daar in 1944 terug als burgemeester. Van 1946 tot zijn pensionering in 1966 was hij de burgemeester van Limbricht. Coonen overleed begin 1968 op 67-jarige leeftijd.